# Jaciment de s'Arenalet de Son Colom
El jaciment de s'Arenalet de Son Colom és una estructura ciclòpia situada a vorera de mar, a uns dos quilòmetres de sa Colònia de Sant Pere, aferrat a s'Arenalet de Son Colom o caló i platgeta dets ermitans. Va ser documentada per Josep Mascaró Passarius, que la identificà com una naveta d'habitació. L'any 2004 es dugué a terme l'excavació arqueològica del jaciment.

## Descripció del jaciment
Les restes arqueològiques es trobaven extremadament erosionades. La part més preservada està integrada per dos fragments de mur de pedra seca, disposats en paral·lel, de nord a sud, amb una llargada màxima de 5 metres cada un d'ells. La gruixa dels murs, construïts amb tècnica ciclòpia,de doble filada exterior i reblit interior, és d'uns 1,5 metres, delimitant una cambra d'uns 4 metres d'amplada. Els dos extrems de la construcció han desaparegut. El septentrional a causa de l'erosió marina i el meridional degut a les activitats antròpiques (acaba en un marge de pedra que delimita un camp de conreu).

## Resultats de l'excavació del 2004
L'excavació va documentar un nivell de sedimentació ben estratificat, amb un conjunt material molt homogeni corresponent a un sòl nivell d'ocupació. S'han obtingut dues datacions radiocarbòniques de resultats molt fiables a partir de dos ossos d'animals domèstics (una dent incisiva de boví i un molar superior de caprí) que han donat un 2150-1920 aC, la qual cosa configuraria aquesta construcció com la més antiga coneguda a Mallorca, a partir de datacions fiables.

### La ceràmica
Les restes ceràmiques presenten un molt elevat nivell de fragmentació (255 fragments). Les formes definides són poques: conques hemisfèriques o esferoïdals; vasos globulars, carenats i troncocònics; restes molt petites de contenidors grossos. Les ceràmiques incises amb decoració de tradició campaniforme estan representades per uns 30 petits fragments. Els tipus ceràmics són propis de la fi del III mil·lenni a.C., paral·lels a altres contextos mallorquins com els del coval Simó o el nivell inferior de ca na Cotxera, amb datacions radiocarbòniques similars.

### El metall
S'han recuperat fragments de tres utensilis de coure o de bronze: dos petits punxons i un rebló de secció quadrada. També s'han identificat una desena de fragments ceràmics que presenten restes cupríferes o escoriàcies adherides a una de les seves cares, fet que fa pensar en vasos de reducció del mineral del coure.

### La fauna
El conjunt faunístic està format per 1739 restes òssies, molt fragmentades, dels quals sols 149 permeten identificacions a nivell de família o d'espècie. El grup més representat és el dels caprins, seguit dels bovins i porcins. S'hi ha trobat una quantitat notable de mol·luscs marins i terrestres, en canvi els peixos hi són absents.

## Interpretació del jaciment
L'atribució d'aquesta estructura constructiva a la fi del III mil·lenni a.C. es basa amb dues datacions procedents del dipòsit excavat. El conjunt ceràmic és molt uniforme i es relaciona amb els contextos mallorquins d'aquest mateix període. Aquest marc cronològic és rellevant pel coneixement de l'arquitectura ciclòpia balear que es pot lligar, amb evidències sòlides, a la primera fase del poblament humà de les illes.

### Noves dades sobre l'origen dels primers pobladors de Mallorca
Es detecten paral·lelismes de caràcter tècnic i morfològic amb jaciments provençals i llenguadocians del III mil·lenni, en particular amb el de Fontboïssa (Llenguadoc), que els resultats de l'excavació col·loquen en una major sincronia entre la darrera fase del grup occità i l'origen de les navetes d'habitació a Mallorca. La procedència del litoral occità dels primers pobladors de l'illa es veu sostinguda per la presència d'aliatges de bronze d'estany des de temps molt antics. A s'Arenalet de Son Colom els objectes de bronze apareixen en un context clar datat amb anterioritat a 1700 aC, que és quan aquesta tecnologia s'estén al centre i sud de la península.

### Nova definició de les cultures anteriors al talaiòtic
Segons diversos autors les etapes culturals anteriors al món talaiòtic serien dues: el Calcolític, també identificat com campaniforme inicial, final i epicampaniforme; el període naviforme. El primer període estaria caracteritzat per la ceràmica incisa de tradició campaniforme local fins devers el 2000 aC, quan seria reemplaçada per una ceràmica incisa més senzilla i de pitjor qualitat. El naviforme estaria caracteritzat per l'aparició de les navetes d'habitació. Ara, les excavacions del jaciment de s'Arenalet de Son Colom mostren la presència en el mateix moment de les dues ceràmiques dins un naviforme a finals del III mil·lenni aC. L'evidència és que la ceràmica epicampaniforme o incisa B no és posterior a la campaniforme o incisa A, sinó contemporània en origen i amb una desaparició més tardana.
S'Arenalet de Son Colom indica que les navetes d'habitació a les Illes Balears tenen un origen que es remunta al III mil·lenni a.C. i estan en relació amb les cultures del sud europeu, sobretot amb el grup de Fontboïssa, en coincidència. La clara influència cultural de la regió catalano-occitana en la cultura material de les Balears en el III mil·lenni reforça aquesta lectura.